# Schlute

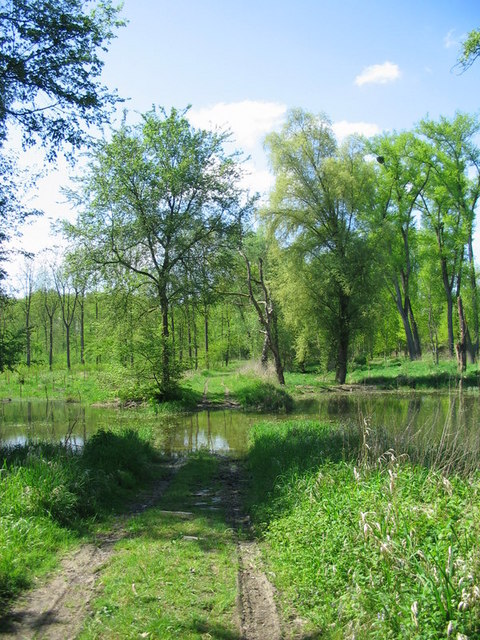
Rheinaue bei Eggenstein-Leopoldshafen:
Die Schlute Sandwiesenschlag durchströmt eine Furt

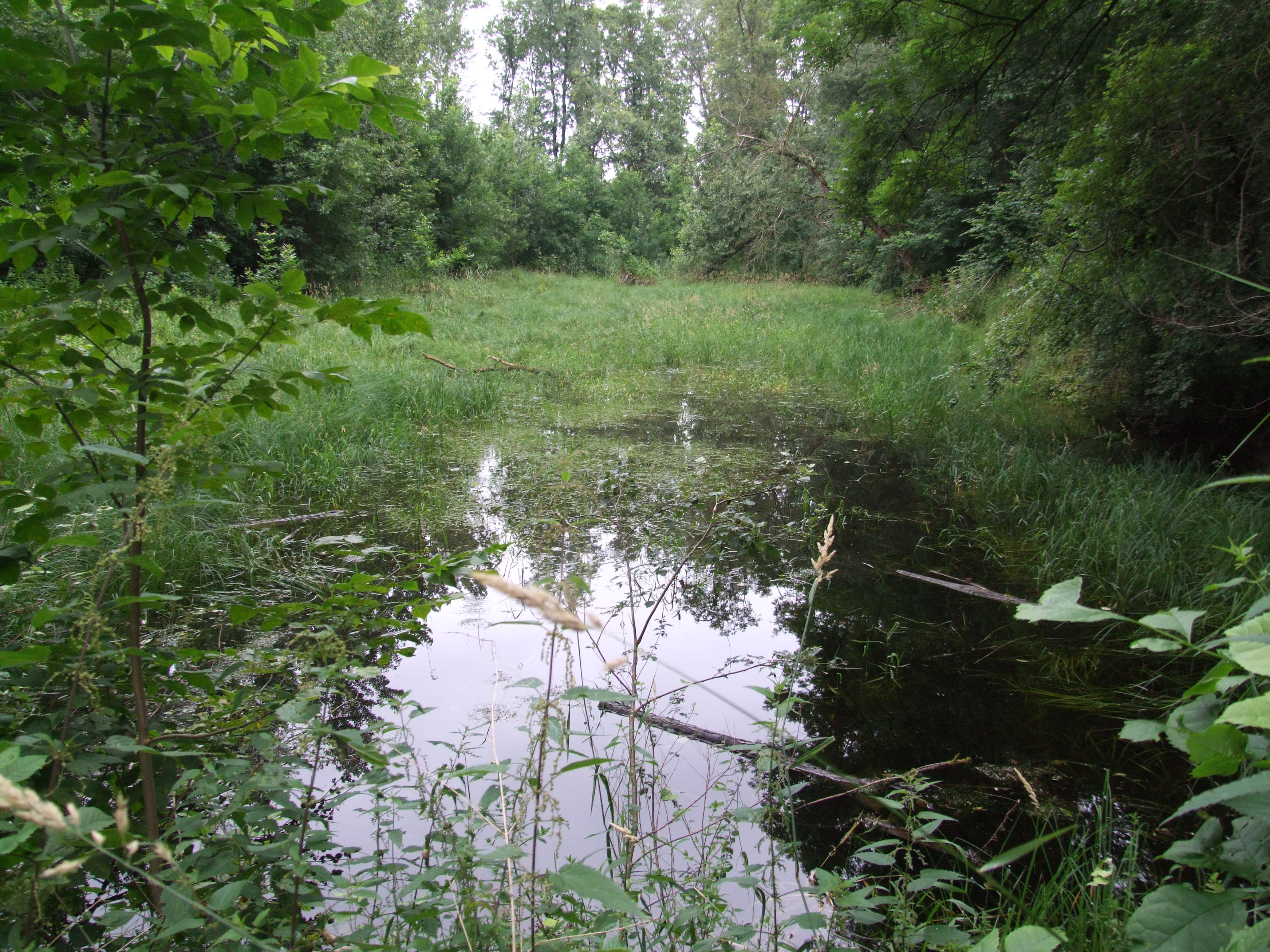
Tümpel in einer Schlute im Speyerer Auwald

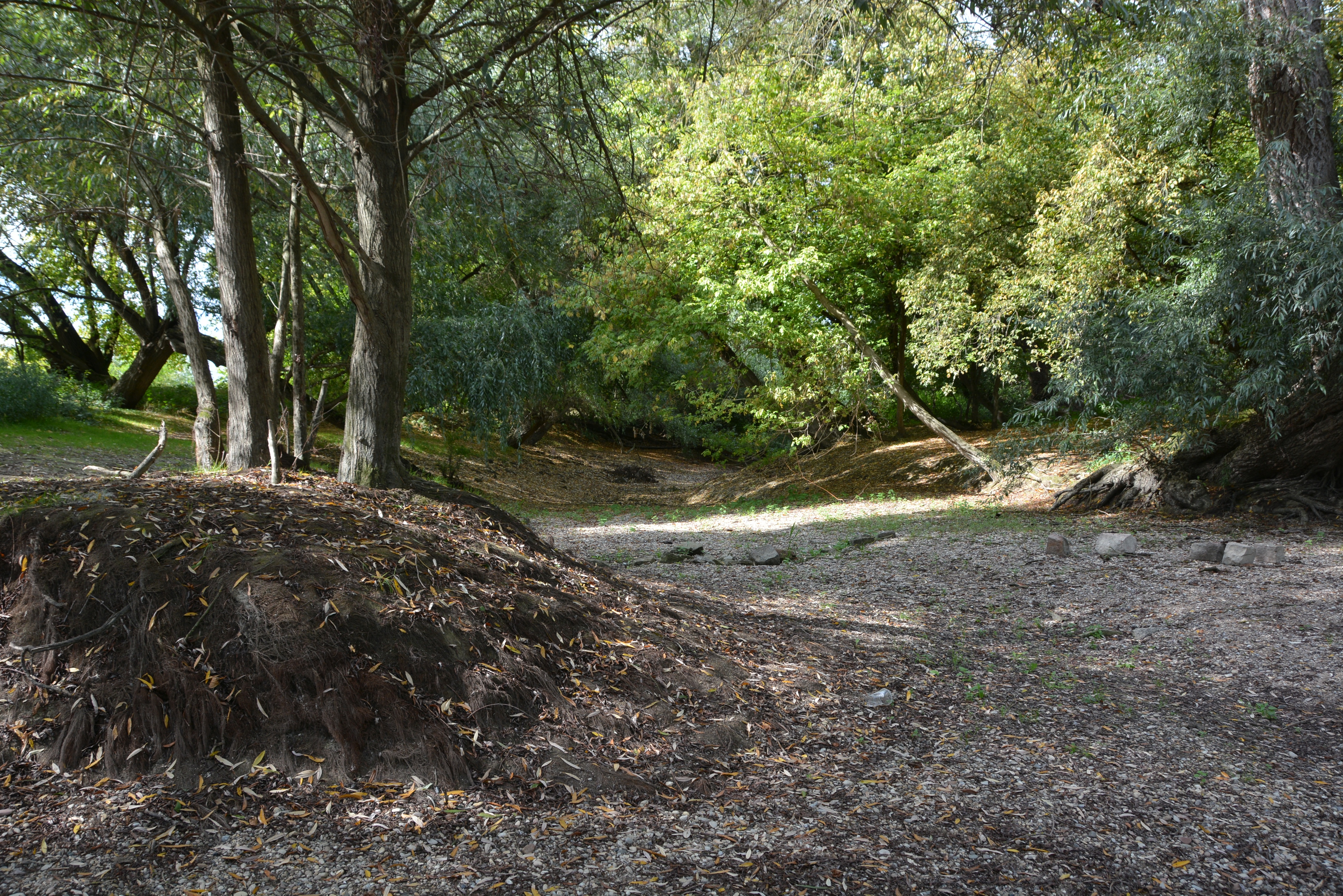
Die trockengefallene Hagbau-Schlute im Mannheimer Naturschutzgebiet Bei der Silberpappel

Die Schlute (auch Schlut, seltener Schlutte, Schluthe oder Schluth) ist eine in Baden, im Elsass, in der Pfalz und in Hessen gebräuchliche Bezeichnung für eine meist schlammige Rinne in einer Flussaue, die nur bei Hochwasser durchströmt wird. Bei Mittel- und Niedrigwasser fallen Schluten trocken oder wandeln sich zu Stillgewässern. Schlute wird auf das mittelhochdeutsche sluot, „Schlamm, Pfütze“, zurückgeführt.
Schluten sind insbesondere am Oberrhein verbreitet. Durch menschliche Eingriffe wie den Bau von Deichen verloren zahlreiche Schluten ihre Funktion. Seit Mitte der 1990er Jahre wurde bei einigen Schluten am Oberrhein Häufigkeit und Stärke der Durchströmung erhöht, um Gewässer und Auen wieder besser zu vernetzen. Hierzu wurden Durchlässe im Leinpfad aufgeweitet und Strömungshindernisse wie hoch liegende Wirtschaftswege beseitigt, zum Teil durch die Anlage von Furten.
Bei Poldern wie der Kollerinsel, die im Zuge der Hochwassermanagementmaßnahme Integriertes Rheinprogramm gebaut werden, werden teilweise Schluten reaktiviert, um Geländetiefpunkte zu verbinden.  Bürgerinitiativen, die die ökologischen Flutungen von Poldern ablehnen, treten für Schlutenlösungen ein.
Für viele Fischarten sind Schluten Kinderstuben, da hier die Strömung geringer ist und das Wasser sich in flachen Gewässern schneller erwärmt als im Hauptstrom. Beim Austrocknen von Schluten kann Fischen der Rückweg zum Hauptstrom versperrt werden, so dass sie zu einer leichten Beute für Greifvögel, Graureiher, Füchse, Marder oder Iltisse werden.
In Schluten wachsen Weiden, Seggenriede und Röhrichte. Auf Schlammflächen, die so selten trockenfallen, dass Silberweiden nicht gedeihen, ist die Nadel-Sumpfbinse (Eleocharis acicularis) zu finden.